# St. Laurentius (Presberg)

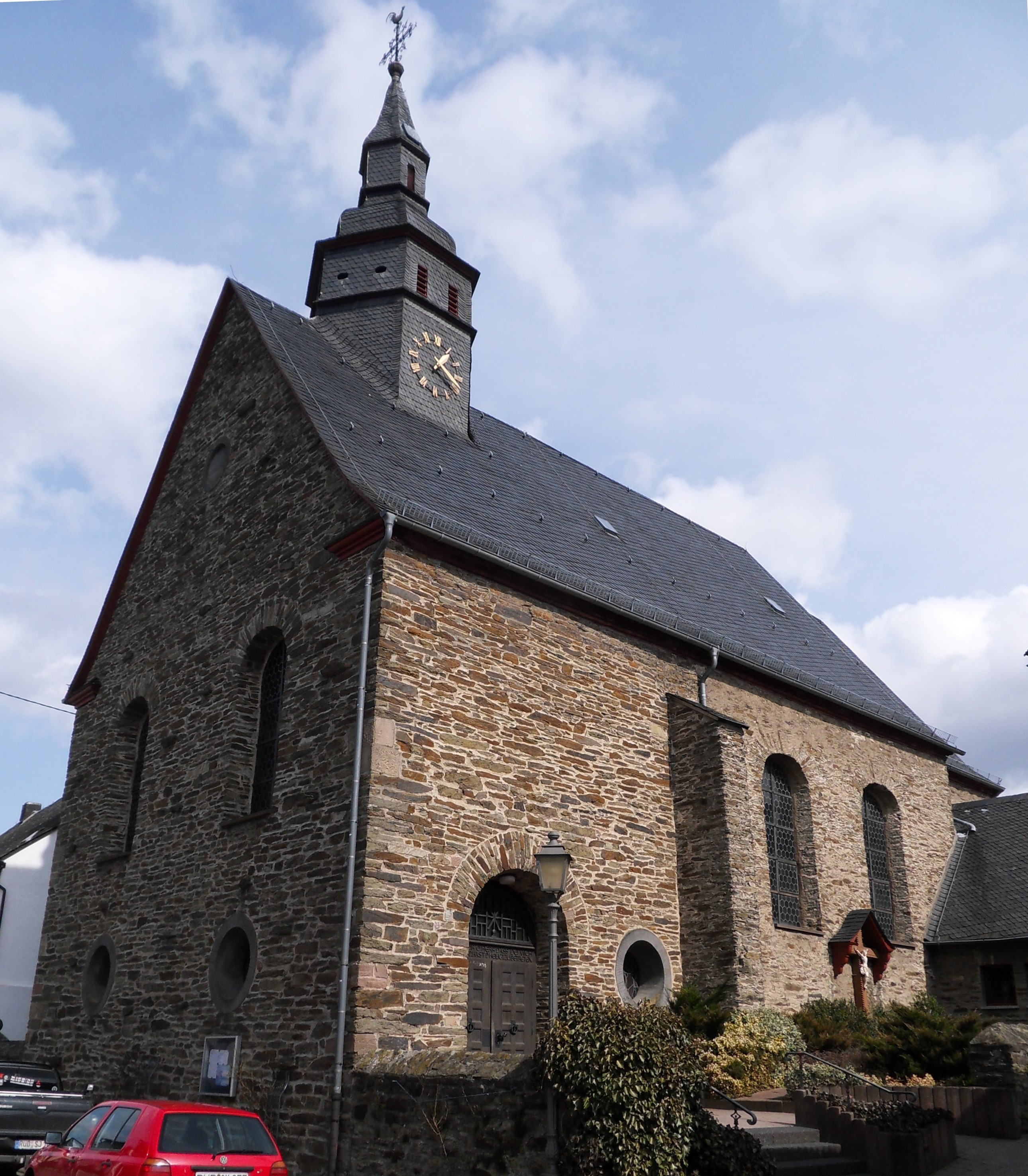
Kirche St. Laurentius in Presberg

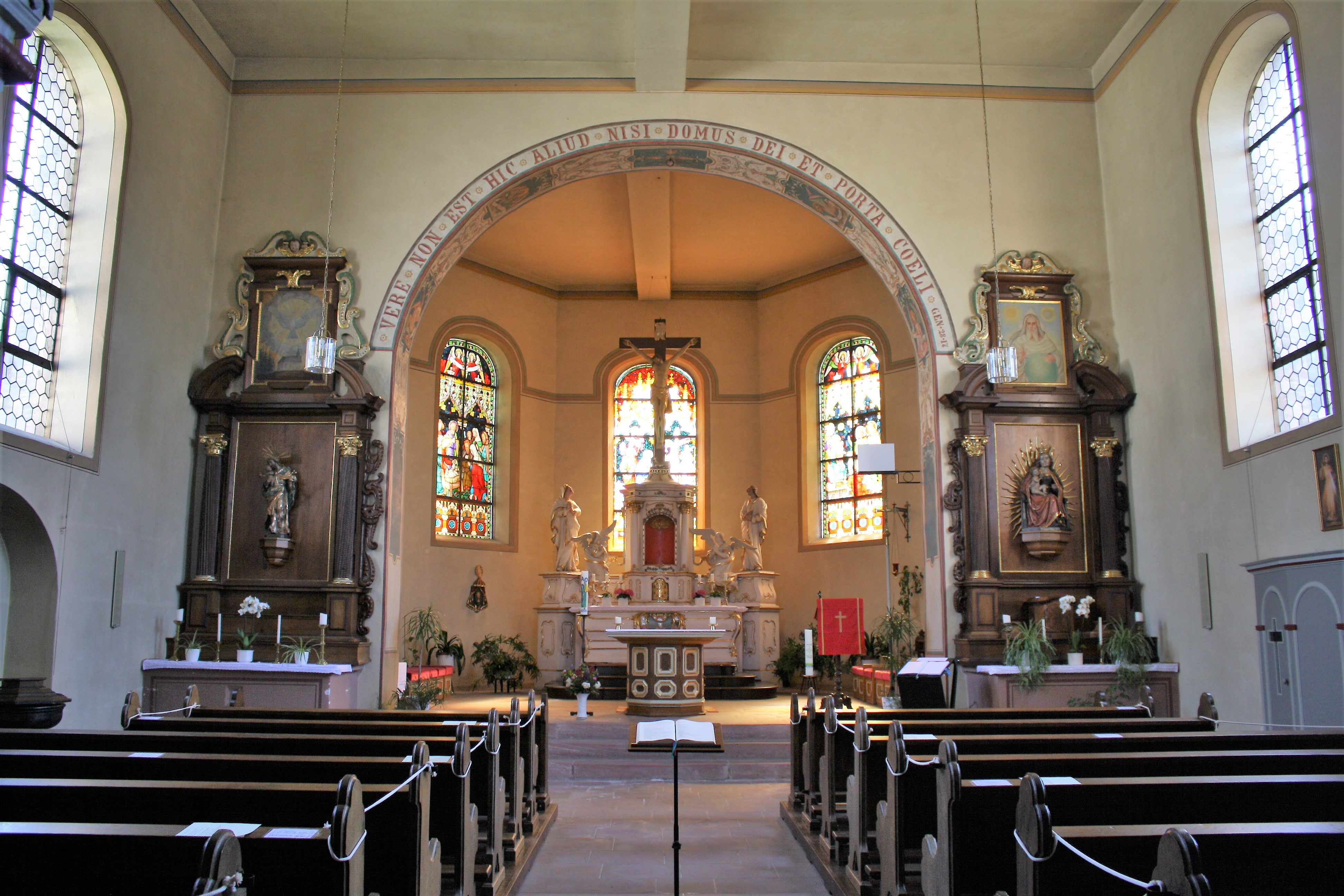
Innenansicht, Blick gegen den Chorraum

Die katholische Kirche St. Laurentius ist ein denkmalgeschütztes Kirchengebäude in Presberg, einem Ortsteil der Stadt Rüdesheim am Rhein. Sie ist heute eine Filialkirche der Pfarrei Heilig Kreuz Rheingau, einer Pfarrei Neuen Typs. Seit 2015 ist der sogenannte Rheingauer Dom in Geisenheim auch Pfarrkirche von Presberg.

## Geschichte
Presberg gehörte ursprünglich zur Mutterkirche St. Martin in Lorch und wurde durch Kapläne von dort seelsorgerisch betreut. Eine Urkunde von 1400 belegt, dass der Pfarrer von Lorch, Heinrich Sandir von Fritzlar, Geld, Kelch, Messbuch, Messgewand und Zubehör für die Kapelle in Presberg vermacht hat. Um diese Zeit muss also die erste Kapelle entstanden sein. Das Patronatsrecht besaß die Familie von Breidbach zu Lorch.
Am 9. November 1655 wurde Presberg, nach jahrelangem Kampf um die Unabhängigkeit von Lorch, zur eigenen Pfarrei erhoben. Sie blieb aber weiterhin an Lorch gebunden, was immer wieder zu Streitereien und Prozessen führte.
Der Nachbarort Stephanshausen, der ursprünglich auch zur Mutterkirche von Lorch gehört hatte, kam 1577 zu Winkel. Wegen der unzureichenden seelsorgerischen Betreuung durch Kapläne von Winkel bat man darum, durch die neue Pfarrei Presberg versorgt zu werden. Dieser Bitte wurde 1655 entsprochen, aber wegen der geringen Dotierung kam der Presberger Pfarrer seiner Verpflichtung, eine Wochenmesse in St. Michael (Stephanshausen) zu halten, nur unzureichend nach. 1687 erfolgten deshalb massive Beschwerden. Erst ein Vergleich und der Druck des Kurfürsten Anselm Franz von Ingelheim (1634–1695) brachte die gewünschte Verbesserung.
Mit Hilfe des Dompropstes von Mainz, der auch Pfarrer von Lorch war, und dem Patronatsherrn von Breidbach wurde 1700 die Kapelle zur heutigen Kirche erweitert. Sie wurde dem Heiligen Laurentius geweiht, vorhandene Reliquien desselben wurden 1783, bei einer Visitation, authentisiert.
Bis 1840 waren die von Breidbach Patronatsherrn von St. Laurentius in Presberg. Nachdem sie das Heddernheimer Schloss von der Adelsfamilie von Ried geerbt und zu ihrem Wohnsitz gemacht hatten, tauschten sie mit dem Herzog von Nassau das Presberger Patronat gegen das von Heddernheim. Das Ordinariat des Bistums Limburg wurde dabei ungefragt übergangen, weshalb man dort den Tausch noch 1855 als unrechtmäßig betrachtete.
Wegen Einsturzgefahr mussten 1927 die westliche Giebelwand und der Glockenturmreiter abgetragen werden. Sie wurden, nach Westen bis zur Landesstraße hin, durch einen neuen Vorbau samt Dachreiter ersetzt. Die Konsekration der erweiterten Kirche fand im April 1929 statt. 1952 wurden die durch den Krieg verlorenen Glocken ersetzt. 1964 wurde eine neue Sakristei an die südliche Chorwand angebaut.
In den 1980er Jahren wurden im Bistum Limburg Gruppen von Pfarreien zu sogenannten Pastoralen Räumen zusammengefasst. Presberg gehörte bis 2015 zum Pastoralen Raum Geisenheim, dann erfolgte die Gründung der Pfarrei Heilig Kreuz Rheingau, zu deren 13 Kirchorten nun auch die Filiale Presberg gehört. Die Pfarrkirche der neuen Pfarrei ist der Rheingauer Dom in Geisenheim.

## Architektur
Bei der Kirche St. Laurentius handelt es sich um einen ca. 1700 erneuerten schlichten rechteckigen Saalbau. Das Kirchenschiff ist durch einen Triumphbogen von einem, dreiseitigen, eingezogenen Chor, in dem  Teile der Vorgänger-Kapelle von 1400 erhalten sind, getrennt. Die schmucklose Flachdecke wird durch einen mittigen Längsunterzug gestützt.
Der Kirchenraum wird durch zwei gegenüberliegende Eingangstüren im hinteren Teil der Nord- und Südwand unter einer großen Orgelempore erschlossen. Dieser Teil der Kirche wurde um 1928 neu errichtet.
Im Schiff, in der Westwand hinter der Empore und im Chorraum befinden sich Bogenfenster, im Eingangsbereich unter der Orgeltribüne vier Rundfenster. Die Fenster sind bleiverglast, im Schiff hellglasig, im Chor und unter der Empore mit Glasmalerei versehen. Innen ist die Kirche verputzt und hell gestrichen, nur der Chorbogen und die Brüstung der Orgelempore sind mit historischen Malereien versehen.
Das schiefergedeckte Satteldach wird bekrönt von einem sechsseitigen Glockendachreiter mit Haube und Laterne. Das Sichtmauerwerk der Außenwände besteht aus örtlichen Schieferbruchsteinen.

## Ausstattung
- Drei Farbglasfenster im Chor (Anfang 20. Jh.) mit folgenden Motiven: (rechts) Heilige Drei Könige, (links) Geburt- und Kreuzigung Jesu (Mitte, zum Teil verdeckt durch den Hochaltar)
- Vier runde Farbglasfenster im Eingangsbereich (um 1930) mit folgenden Heilgenporträts: Hildegard von Bingen, Petrus Canisius, Georg, Hubertus von Lüttich
- Wandmalerei auf dem Chorbogen (um 1900, freigelegt 1996) Motive: Evangelistensymbole umrankt von Groteskenmalerei
- Hochaltar mit stattlichem Tabernakelaufbau zwischen zwei anbetenden Engeln, darüber ein Kruzifix, seitlich auf Postamenten Johannes und Maria, Holz, (2. Hälfte 18. Jh.)
- Seitenaltar links (um 1680) mit Figur des Josef von Nazaret, Holz, (Mitte 18. Jh.)
- Seitenaltar rechts (um 1680) mit Figur der Muttergottes, Holz, (um 1480) von dem Meister mit dem Brustlatz
- Taufstein und Gemälde der Taufe Jesu (18. Jh.)
- Heiligenfigur Johannes der Täufer, Holz, (Ende 15. Jh.) von dem Meister mit dem Brustlatz
- Heiligenfigur Laurentius von Rom, Holz, (1. Hälfte 18. Jh.)
- Zelebrationsaltar gefertigt aus Teilen der alten Kanzel (1985)[3]
- Orgel (1896 umgebaut 1972 und 1980)[4]

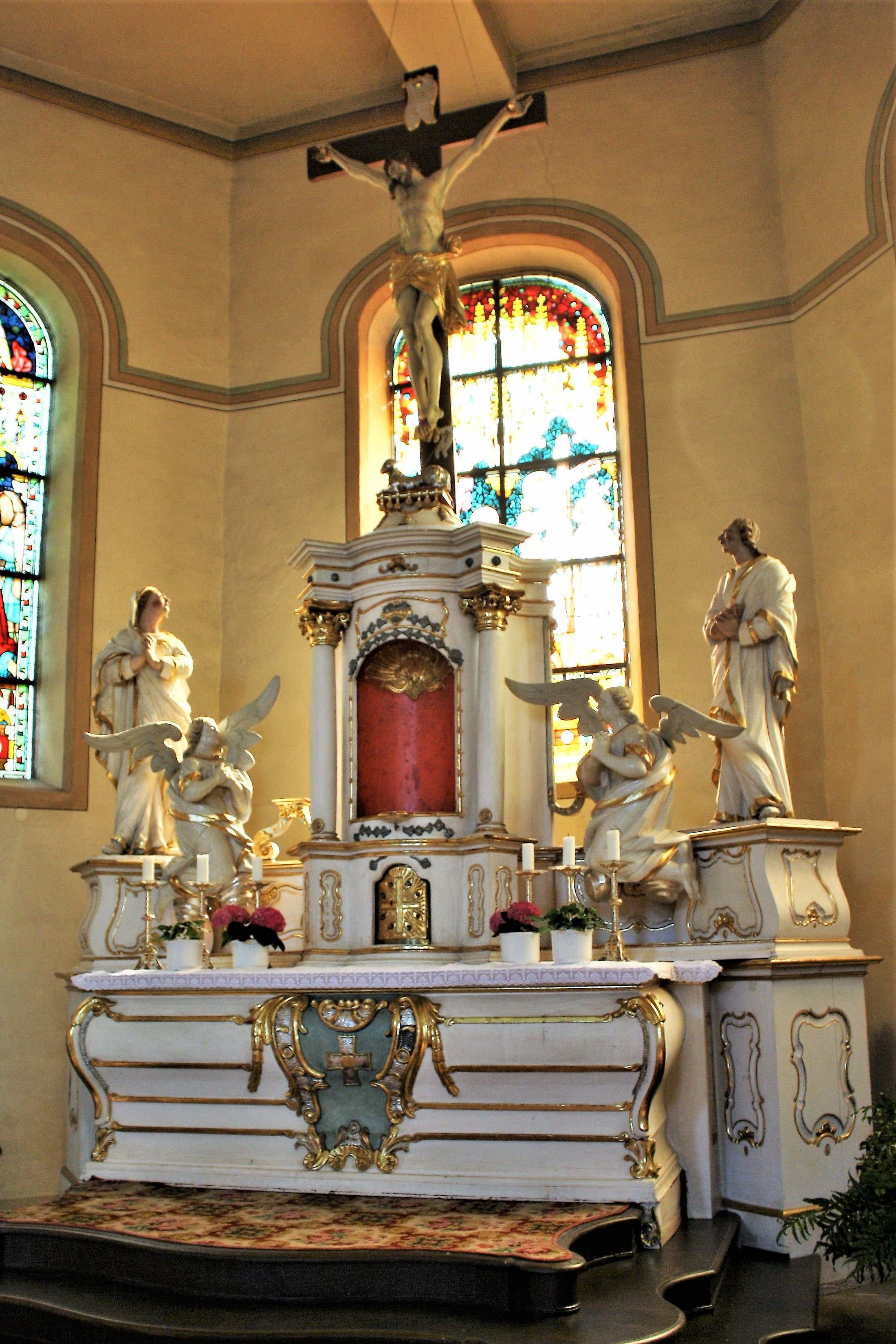
Hochaltar (2. Hälfte des 18. Jh.)
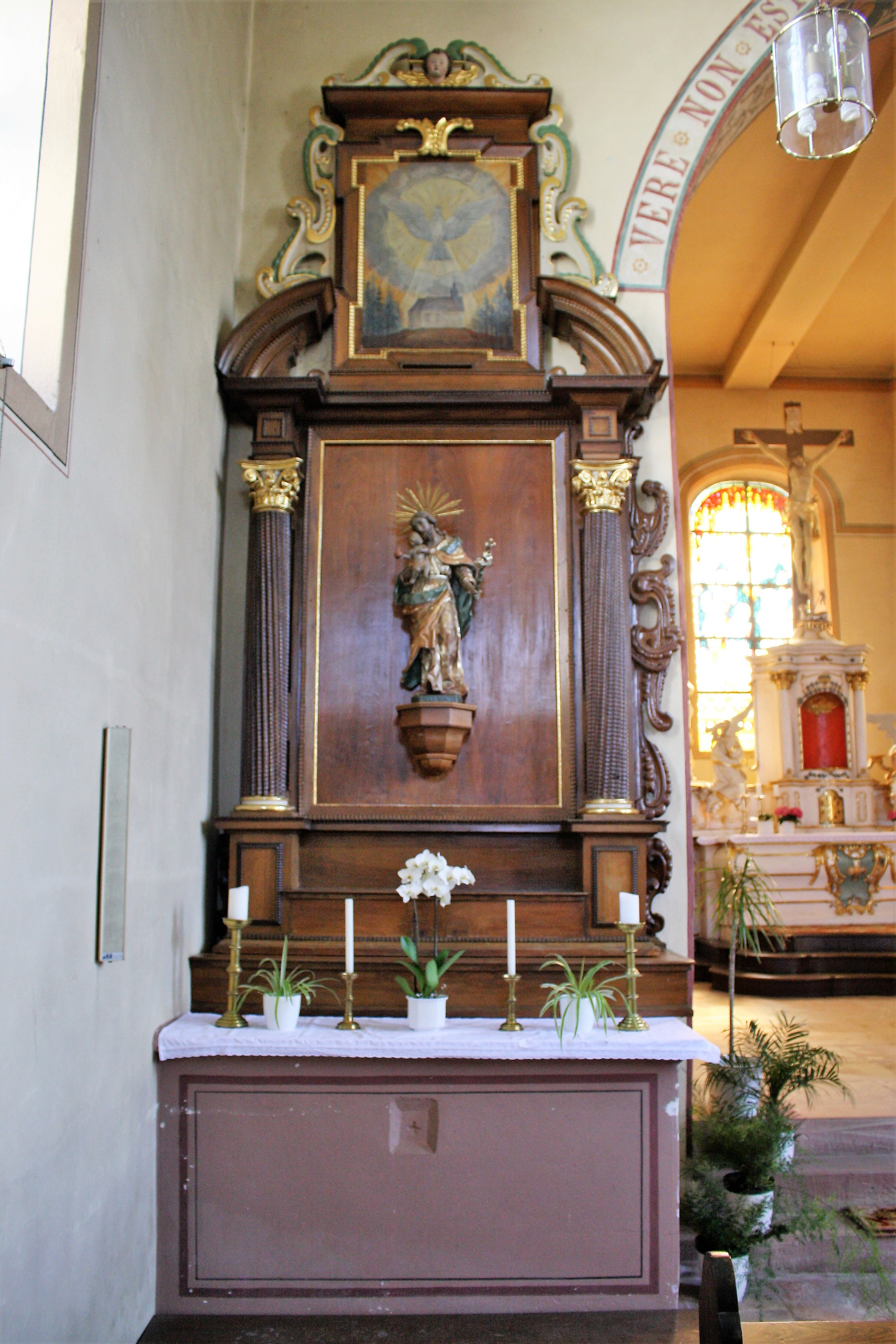
Josephsaltar; (Altar, um 1680; Figur, Mitte 18. Jh.)
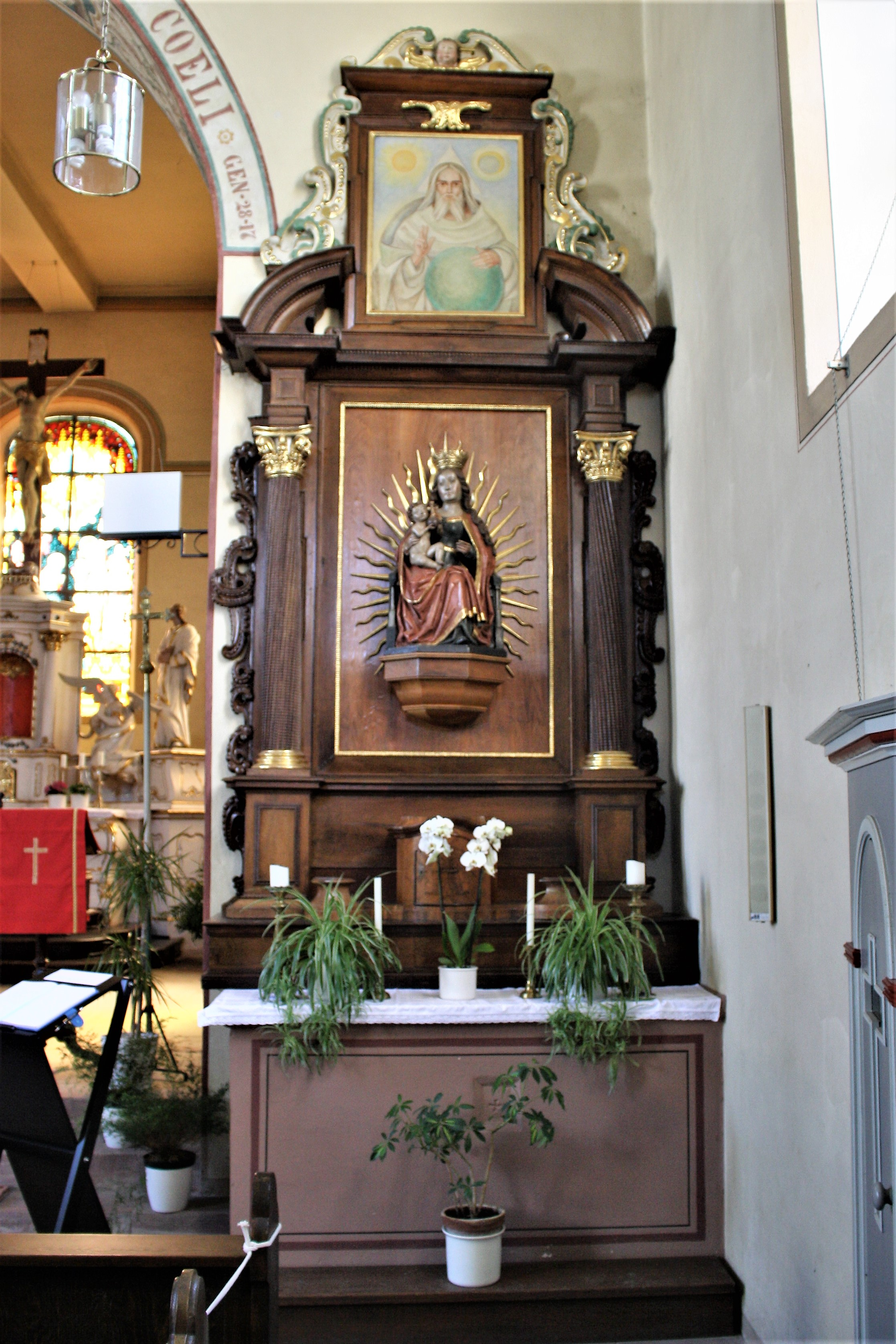
Marienaltar, um 1680; Madonna um 1480
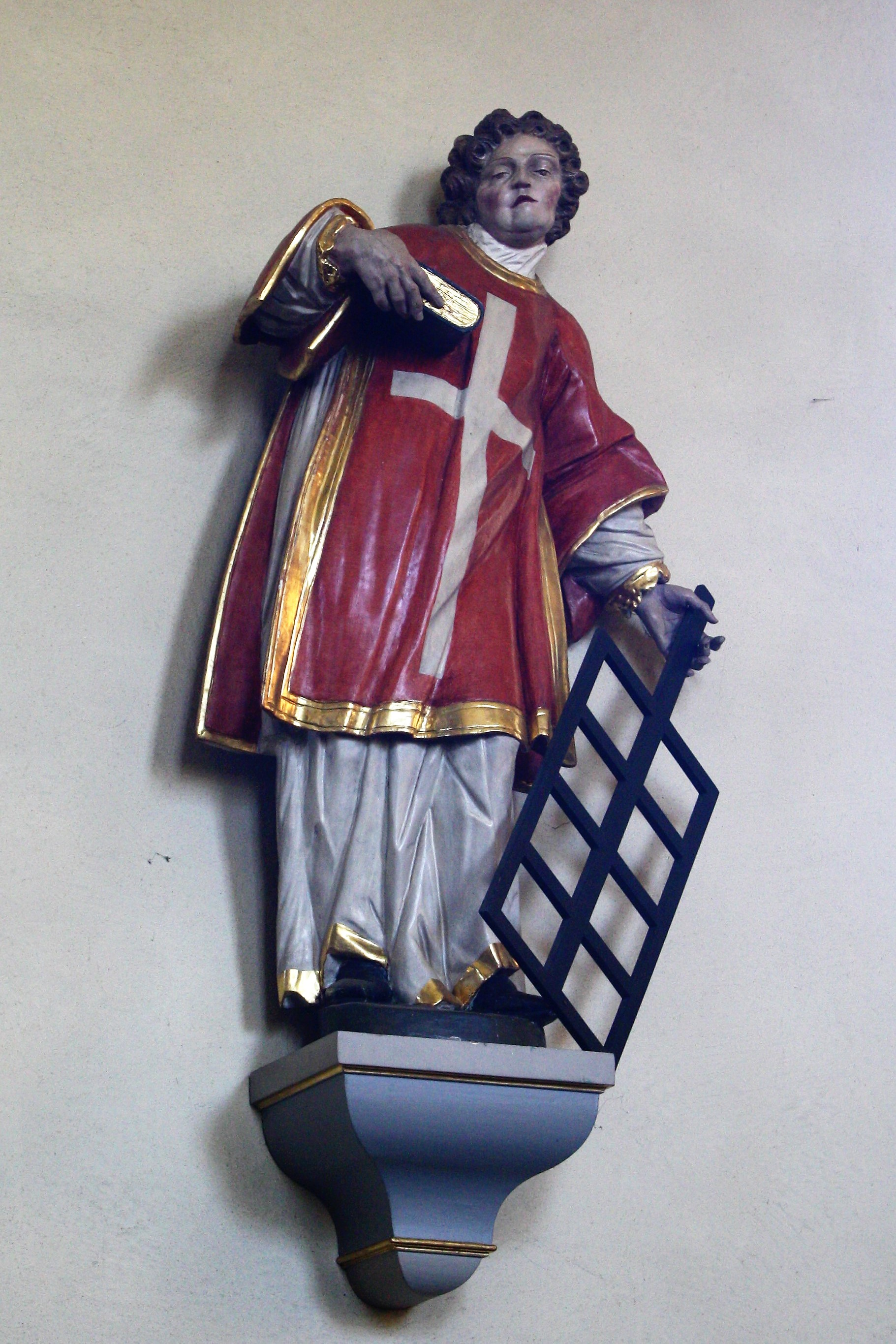
Hl. Laurentius (1. Hälfte des 18. Jh.)
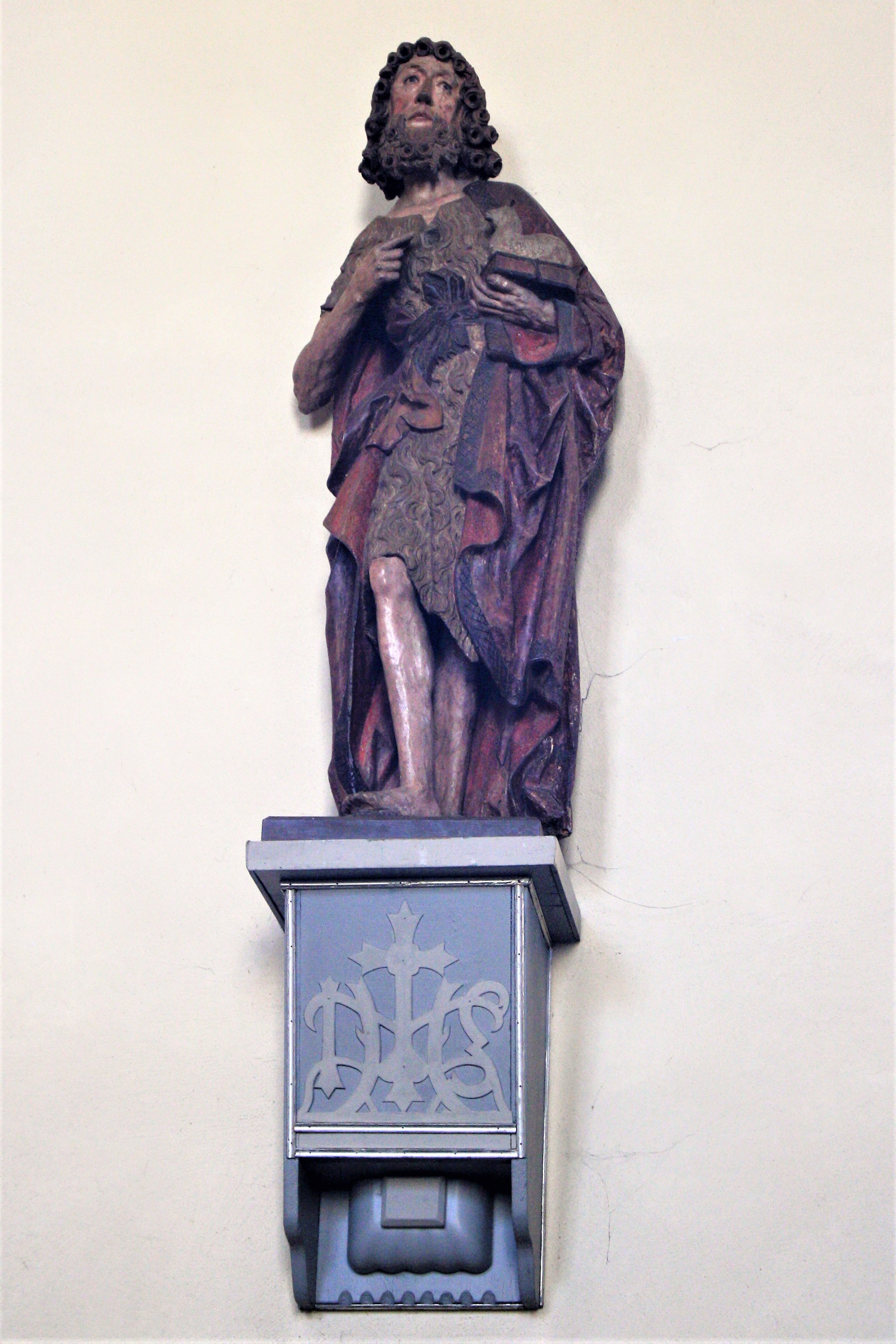
Johannes der Täufer (Ende 15. Jh.)
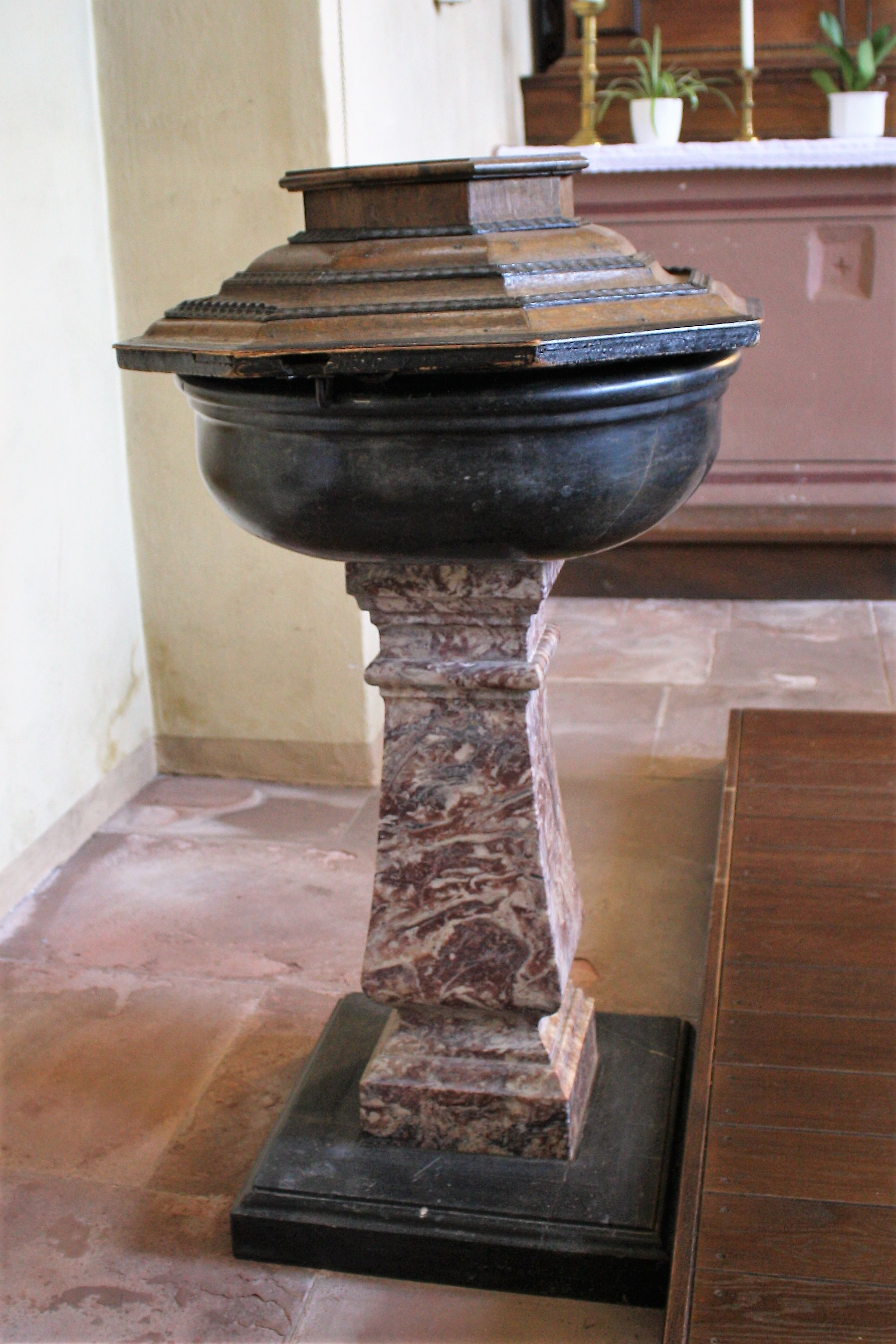
Taufstein (18. Jh.)
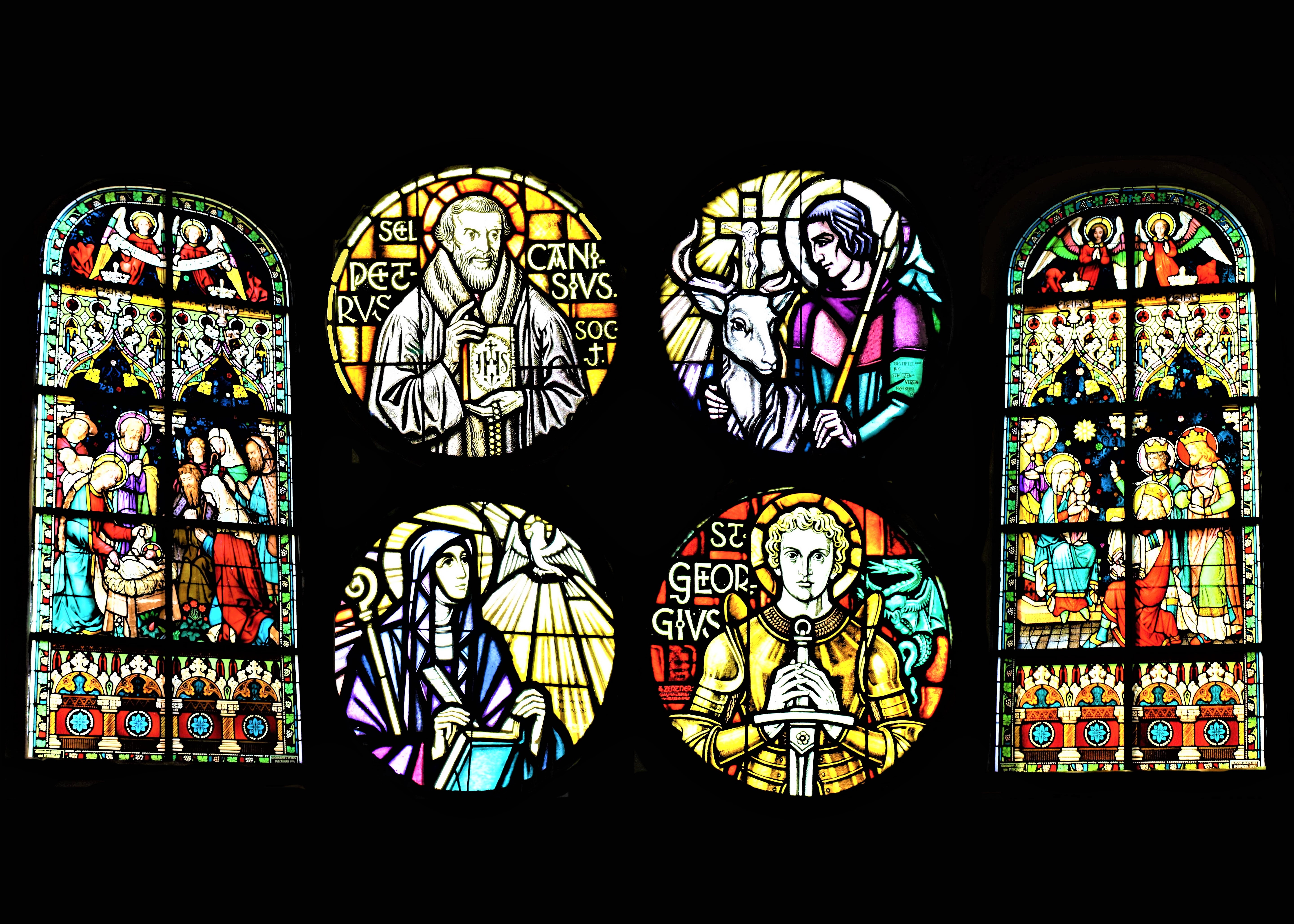
Kirchenfenster

## Orgel
1819 wurde die erste Orgel erworben, sie war gebraucht und stammte ursprünglich aus der Lorcher Kreuzkapelle. Die heutige Orgel wurde 1896 von Christian Gerhardt aus Boppard errichtet. 1929, 1972 und 1980 wurde sie restauriert und nach den Bedürfnissen der Zeit umgebaut. Im Jahr 2015 erfolgte eine Reinigung und Neuintonation durch Orgelbau Fasen. Sie hat eine mechanische Spiel- und eine elektrische Registertraktur. Die Disposition mit 14 klingenden Registern lautet wie folgt:
| I Manual C–f3 |               |       |
| 1.            | Principal     | 8′    |
| 2.            | Flöte         | 8′    |
| 3.            | Oktave        | 4′    |
| 4.            | Salicional    | 4′    |
| 5.            | Octave        | 2′    |
| 6.            | Mixtur III–IV | 1 ⁄3′ |
| 7.            | Trompete      | 8′    |

| II Manual C–f3 |           |    |
| 8.             | Gedackt   | 8′ |
| 9.             | Principal | 4′ |
| 10.            | Piccolo   | 2′ |
| 11.            | Cymbel II |    |

| Pedal C–d1 |            |     |
| 12.        | Subbass    | 16′ |
| 13.        | Violonbass | 8′  |
| 14.        | Choralbass | 4′  |

- Koppeln: II/I, I/P, II/P
- Spielhilfen: Tutti, Freie Kombination, Auslöser[6]

## Glocken
1952 wurden die heutigen Glocken gegossen. Zwei der alten waren im II. Weltkrieg beschlagnahmt und eingeschmolzenen worden, die übrig gebliebene dritte Glocke wurde zum Guss des neuen Geläutes mit verwertet. Die Glocke Nr. 2 "Michael" wird für das Schlagwerk der Turmuhr genutzt, die Glocke 3 "Lauretius" fungiert auch als Totenglocke.
- Geläutedisposition: cis′′+8 – e′′+8 – fis′′+8
- Geläutemotiv: Te deum

| Nr. | Name       | Gussmetall    | Masse (kg) | Ø (mm) | Schlagton (16tel) | Abklingdauer (Sec.) | Klangverlauf           | Gussjahr | Glockengießer        | Inschrift |
| 1   | Maria      | Glockenbronze | 250        | 730    | cis2+8            | 54                  | anfangs stoßend, ruhig | 1952     | Glockengießerei Otto | MAGNIFICAT ANIMA MEA DOMINUM / PRESBERG ANNO DOMINI 1952. (Meine Seele erhebt den Herrn / Presberg im Jahr des Herrn. 1952) Marienbild                                         |
| 2   | Michael    | Glockenbronze | 150        | 610    | e2+8              | 46                  | wellig intermittierend | 1952     | Glockengießerei Otto | DOMINE DONA NOBIS PACEM / PRESBERG ANNO DOMINI 1952. (Herr gib uns Frieden / Presberg im Jahr des Herrn. 1952) Bild hl. Michael.                                               |
| 3   | Laurentius | Glockenbronze | 100        | 540    | fis2+8            | 41                  | wellig ruhig           | 1952     | Glockengießerei Otto | UT VITAM HABEANT ET ABEUDANTIS (ABUNDANTEM) HABEANT / PRESSBERG ANNO DOMINI 1952. (Damit sie das Leben in Fülle haben / Presberg im Jahr des Herrn. 1952) Bild hl. Laurentius. |